# Ruta Estatal de Nevada 520
La Ruta Estatal de Nevada 520, y abreviada SR 520 (en inglés: Nevada State Route 520) es una carretera estatal estadounidense ubicada en el estado de Nevada. La carretera inicia en el Sur desde la US 395     en Carson City hacia el Norte en la E. William St en Carson City. La carretera tiene una longitud de 2 km (1.227 mi).

## Mantenimiento
Al igual que las autopistas interestatales, y las rutas federales y el resto de carreteras estatales, la Ruta Estatal de Nevada 520 es administrada y mantenida por el Departamento de Transporte de Nevada por sus siglas en inglés Nevada DOT.